# オスカー・ホモルカ
オスカー・ホモルカ（Oskar Homolka, 1898年8月12日 – 1978年1月27日）は、オーストリア＝ハンガリー帝国（現在のオーストリア）ウィーン出身の俳優。
強いヨーロッパ訛りとスラブ風の響きがある名字から東欧出身と思われることが多く、そのため東欧人やロシア人の役を演じることが多かったが、実際にはウィーン出身のオーストリア人。またずんぐりとした体格と濃い眉毛というアクの強いルックスから悪役を演じることが多かった。

## 略歴
1898年（1901年または1903年との資料もある）8月12日にオーストリア＝ハンガリー帝国（現在のオーストリア）ウィーンに生まれる。
第一次世界大戦に従軍した後、ウィーン国立音楽大学に通い、オーストリアの舞台でキャリアをスタートさせる。その後ドイツの演劇界に加わり、1924年にはミュンヘンでベルトルト・ブレヒトの作品に出演。また1925年以降はベルリンでマックス・ラインハルトの下で働くようになる。
1926年にドイツ映画『Die Abenteuer eines Zehnmarkscheines（英題：Adventures of a Ten Mark Note）』で映画デビュー。その後は多くのドイツ映画に出演する。
1930年代に入ってナチス・ドイツが台頭してくると、イギリスに渡る。その後はイギリス映画のみならずハリウッド映画にも出演するようになる。
1948年の映画『ママの想い出』で第21回アカデミー賞の助演男優賞にノミネートされる。
1950年代以降はテレビドラマにも出演するようになる。
1977年10月31日に4番目の妻ジョーン・テッツェルを亡くし、その3ヶ月後の1978年1月24日に入院。直後の1月27日（1月28日との資料もある）に肺炎で死去。79歳。

## 主な出演作品
- サボタージュ Sabotage (1936)
- 干潮 Ebb Tide (1937)
- 妖花 Seven Sinners (1940)
- 天国の怒り Rage in Heaven (1941)
- 教授と美女 Ball of Fire (1941)
- 決死のD-1計画 Hostages (1943)
- ママの想い出 I Remember Mama (1948)
- 白銀の嶺 The White Tower (1950)
- 水爆持逃げ道中 Top Secret (1952)
- 七年目の浮気 The Seven Year Itch (1955)
- 戦争と平和 War and Peace (1956)
- 武器よさらば A Farewell to Arms (1957)
- 鍵 The Key (1958)
- テンペスト La tempesta (1958)
- プレイボーイ Boys' Night Out (1962)
- 不思議な世界の物語 The Wonderful World of the Brothers Grimm (1962)
- 長い船団 The Long Ships (1963)
- 007 ロシアより愛をこめて From Russia with Love（1963）
- パーマーの危機脱出 Funeral in Berlin (1966)
- 真昼の衝動 The Happening (1967)
- 10億ドルの頭脳 Billion Dollar Brain (1967)
- 残酷・魔性! ジキルとハイド The Strange Case of Dr. Jekyll and Mr. Hyde (1968) ※テレビ映画
- 殺しへの委任状 Assignment to Kill (1968)
- シャイヨの伯爵夫人 The Madwoman of Chaillot (1969)
- ソング・オブ・ノルウェー Song of Norway (1970)
- 夕映え The Tamarind Seed (1974)